# Bersone
Bersone település Olaszországban, Trento megyében.  Bersone Castel Condino, Daone, Pieve di Bono, Praso, Prezzo és Lardaro községekkel határos.

## Történelem
2015. január 1-jei hatállyal Bersone egyesült Daone és Praso településekkel, és így létrejött az új település, Valdaone.

## Népesség
A település népességének változása: